# Рогачі (Орічівський район)
Рогачі́ (рос. Рогачи) — присілок у складі Орічівського району Кіровської області, Росія. Входить до складу Істобенського сільського поселення.
Населення становить 4 особи (2010, 11 у 2002).
Національний склад станом на 2002 рік — росіяни 100 %.